# フレキシティ・ベルリン
フレキシティ・ベルリン（Flexity Berlin）は、ドイツのボンバルディア・トランスポーテーションが手掛ける路面電車（超低床電車）。ベルリン市電向けに開発された車両であり、2019年現在はベルリン市電に加えシュトラウスベルク鉄道でも使用されている。

## 製造までの経緯
ドイツ再統一後、ベルリン市電を運営するベルリン市交通局（BVG）は、東ドイツ時代から使用されていた高床式電車であるタトラカーの近代化に着手した一方、酷使によって老朽化が進んだ車両については新規に導入した超低床電車への置き換えが実施された。1994年から2002年まで、アドトランツ（→ボンバルディア）が手掛けたブレーメン形と呼ばれる100％超低床電車の大量導入が実施されたが、財政面の問題からタトラカーを完全に置き換えるまでは至らなかった。さらに2000年代の時点で未更新だったタトラカーについても近代化工事のコストがかさむことが課題となった。
そこで、BVGはタトラカーの置き換えのため、2004年4月に欧州各地の鉄道車両メーカーに向けて新型超低床電車の製造に関する入札の実施を発表した。設計寿命や技術、収容量、そして信頼性確保のために既存の車両技術を用いるなどの条件を満たした多くのメーカーが参加し、2005年に選考が行われた結果、2006年6月12日にボンバルディア・トランスポーテーションが受注を獲得した。そして同年9月に交わされたBVGとの正式契約の元、開発・製造が行われた車両がフレキシティ・ベルリンである。

## 概要

### 構造
フレキシティ・ベルリンの構造は、2001年にボンバルディアへ買収される前のアドトランツがフランス・ナントの路面電車へ向けて開発・製造した100％低床電車であるインチェントロ（INCENRTO）を基としている。編成は車軸がない左右独立式台車が設置されている車体が台車がないフローティング車体を挟む構造となっている。制動装置として回生ブレーキを搭載し、タトラカーに比べ消費電力を10％削減している。
車内には座席に加え、車椅子やベビーカー、自転車が設置可能なフリースペースが2箇所設置されている。車体幅は従来のブレーメン形（2,300 mm）から2,400 mmと拡大し、車内には700 mm幅の通路が確保されている。乗降扉のうち運転台側から数えて2箇所目の下部には車椅子利用客向けの折り畳み式スロープが格納されている。ブレーメン形に搭載されている同様の装置と比べてメンテナンスの簡素化が図られている他、展開・収納に要する時間も半分に短縮されている。車体デザインを手掛けたのはベルリンのIFS Design Studioである。
- 車内（第1世代）
- フリースペース（第1世代）
- バリデーター（第1世代）
- 連節部の幌（第1世代）

### 種類

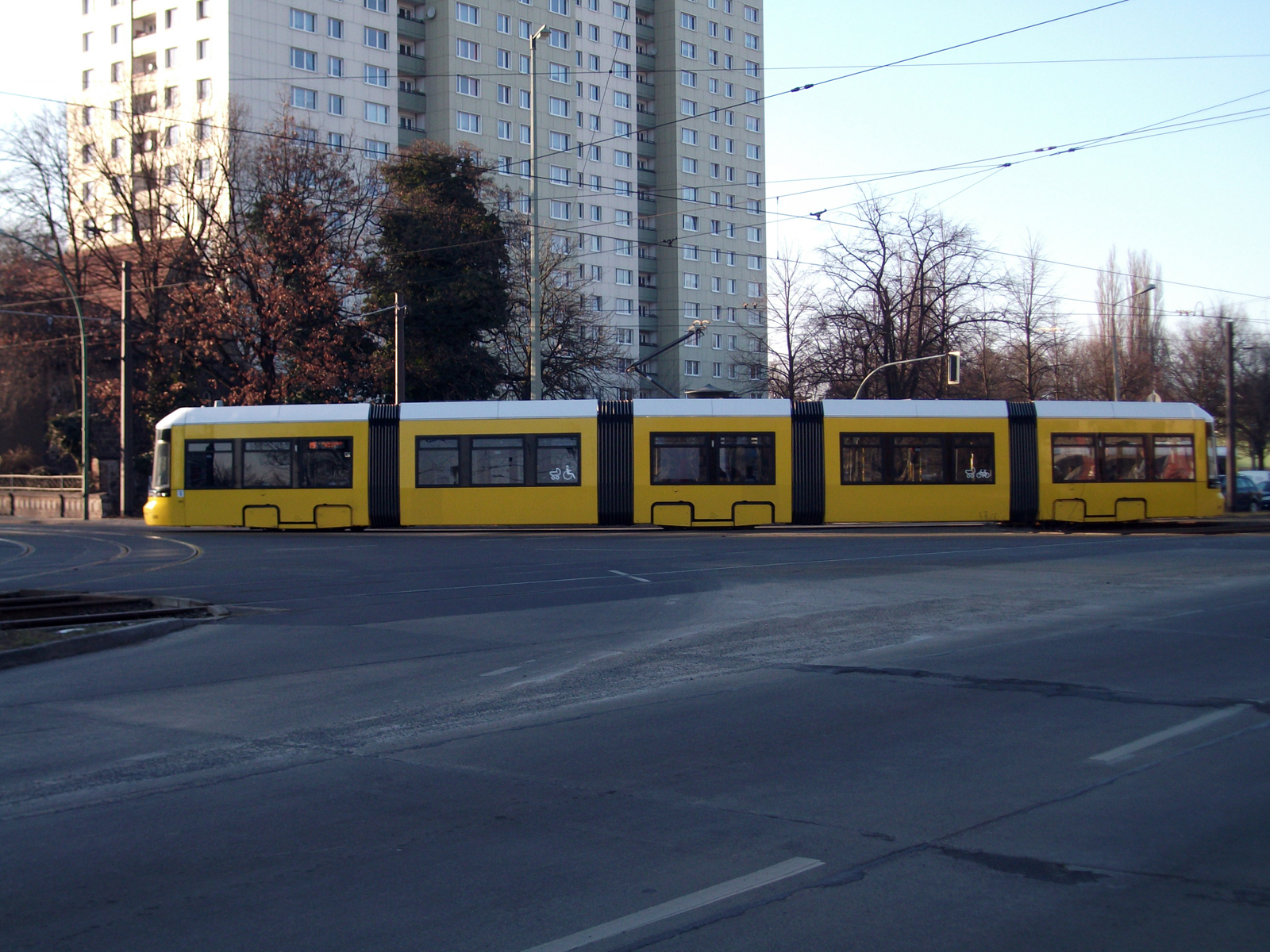
5車体・片運転台
（ベルリン市電3001）

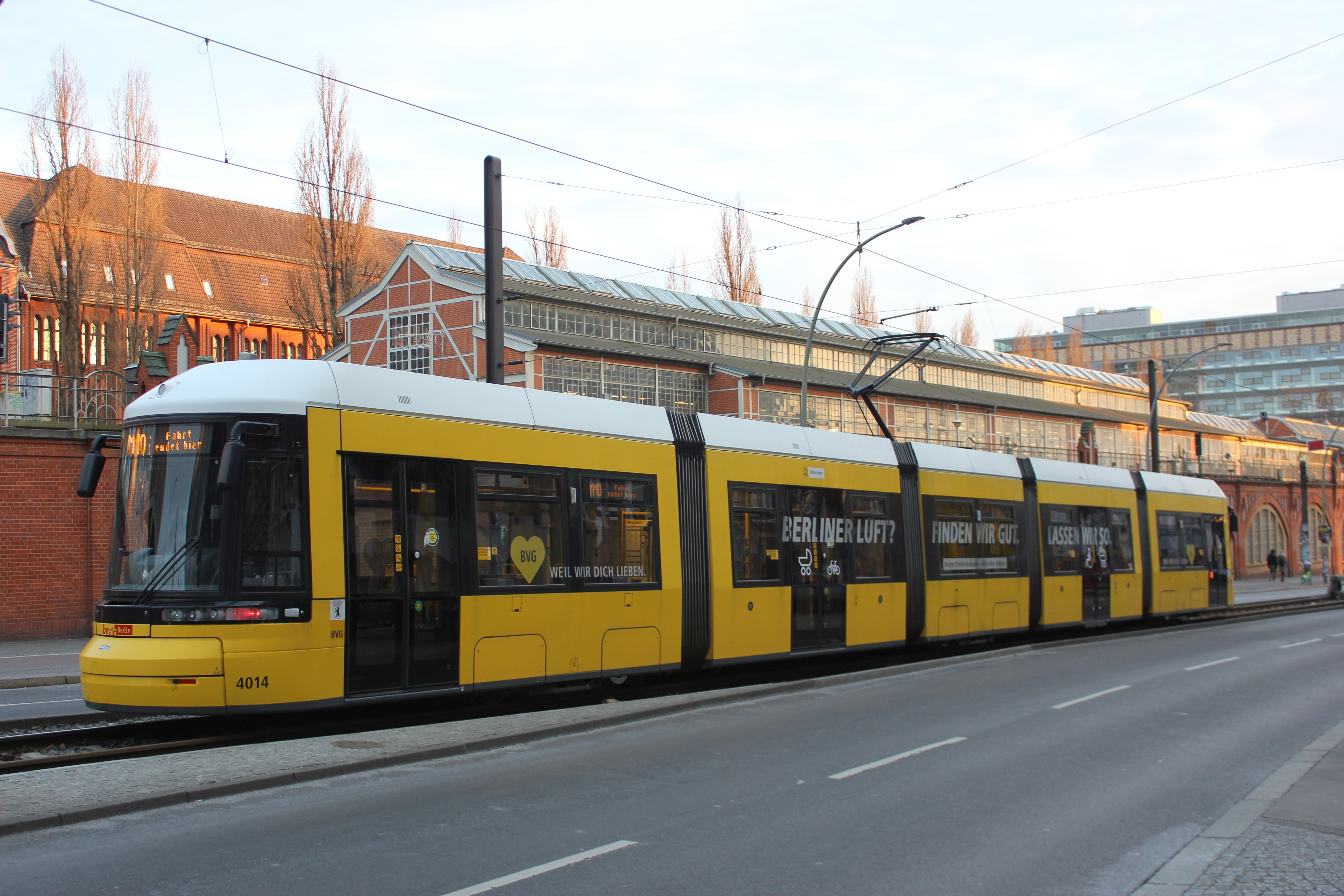
5車体・両運転台
（ベルリン市電4014）

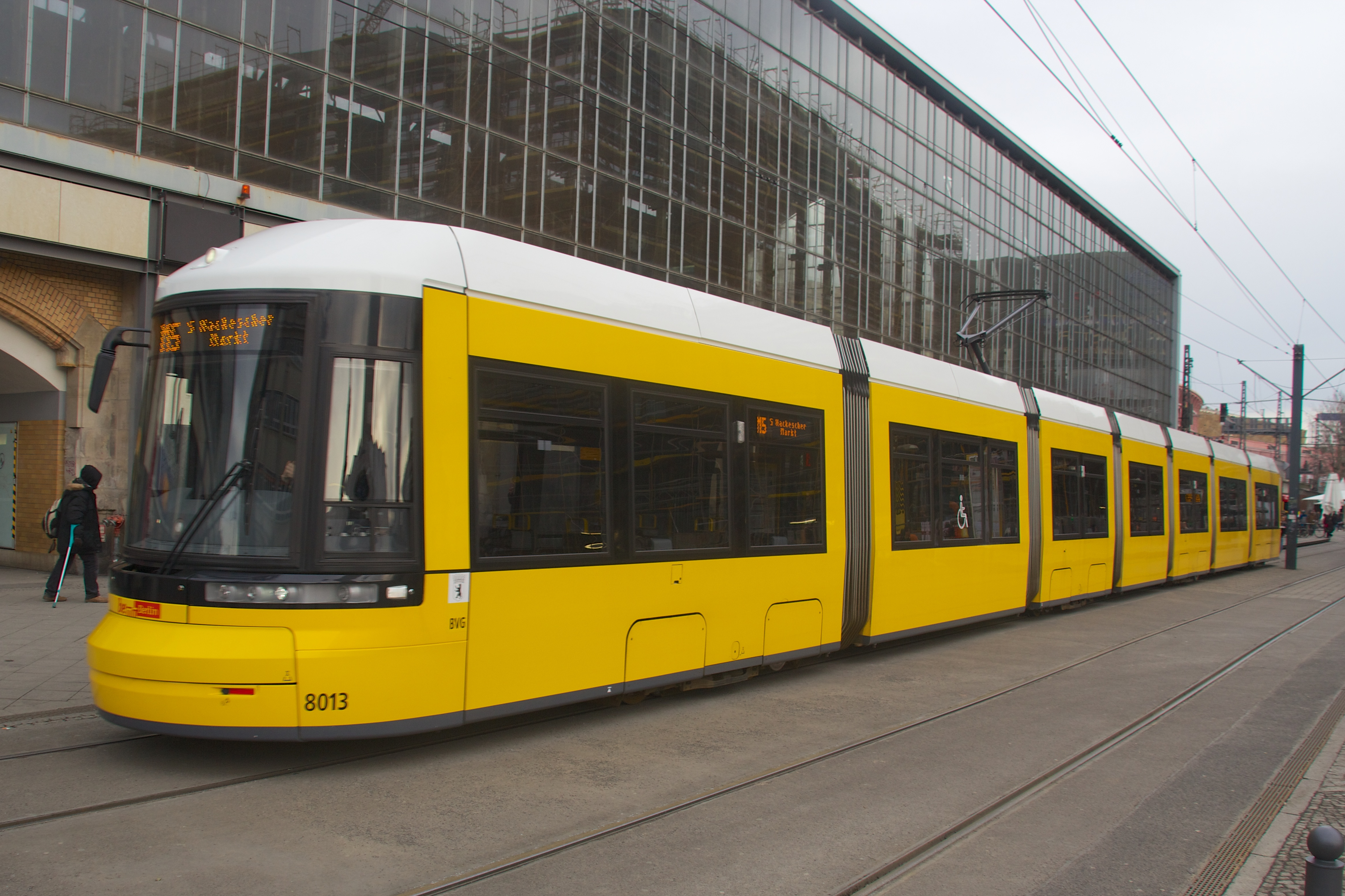
7車体・片運転台
（ベルリン市電8013）

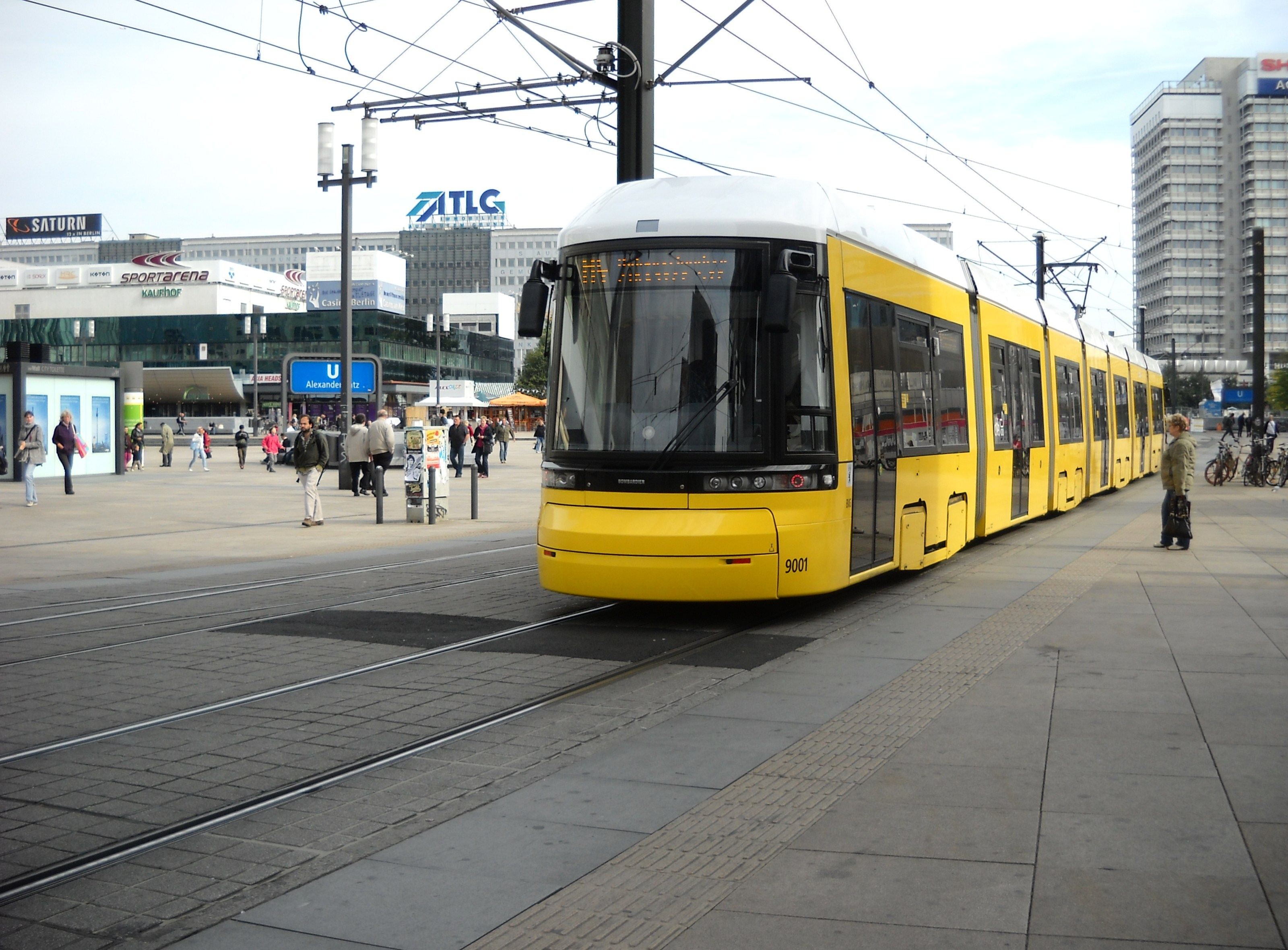
7車体・両運転台
（ベルリン市電9001）

ベルリン市電に存在する様々な路線条件に対応するため、フレキシティ・ベルリンは車体数や運転台の数が異なる複数の種類が製造されている。
| 形式                          | GT6-08                                           | GT6-08                                           | GT8-08                                           | GT8-08                                           |
| 編成                          | 5車体連接車                                      | 5車体連接車                                      | 7車体連接車                                      | 7車体連接車                                      |
| 運転台                        | 片運転台 （ERK）                                 | 両運転台 （ZRK）                                 | 片運転台 （ERL）                                 | 両運転台 （ZRL）                                 |
| 最高速度                      | 70 km/h                                          | 70 km/h                                          | 70 km/h                                          | 70 km/h                                          |
| 起動加速度                    | 0.75 m/s2                                        | 0.73 m/s2                                        | 0.67 m/s2                                        | 0.65 m/s2                                        |
| 常用減速度                    | 1.2 m/s2                                         | 1.2 m/s2                                         | 1.2 m/s2                                         | 1.2 m/s2                                         |
| 非常減速度                    | 2.74 m/s2                                        | 2.74 m/s2                                        | 2.74 m/s2                                        | 2.74 m/s2                                        |
| 着席定員 （折り畳み座席含む） | 60人                                             | 52人                                             | 84人                                             | 72人                                             |
| 立席定員 （乗車密度4人/m2）   | 129人                                            | 132人                                            | 164人                                            | 173人                                            |
| 重量                          | 37.9 t                                           | 39.1 t                                           | 50.1 t                                           | 51.5 t                                           |
| 最大軸荷重                    | 100 kN                                           | 100 kN                                           | 100 kN                                           | 100 kN                                           |
| 全長                          | 30,800 mm                                        | 30,800 mm                                        | 40,550 mm                                        | 40,550 mm                                        |
| 全幅                          | 2,400 mm                                         | 2,400 mm                                         | 2,400 mm                                         | 2,400 mm                                         |
| 全高                          | 3,450 mm                                         | 3,450 mm                                         | 3,450 mm                                         | 3,450 mm                                         |
| 床面高さ                      | 335 mm（車内） 295 mm（乗降扉部分） ※低床率100％ | 335 mm（車内） 295 mm（乗降扉部分） ※低床率100％ | 335 mm（車内） 295 mm（乗降扉部分） ※低床率100％ | 335 mm（車内） 295 mm（乗降扉部分） ※低床率100％ |
| 車輪径                        | 660 mm                                           | 660 mm                                           | 660 mm                                           | 660 mm                                           |
| 最小曲線半径                  | 17,250 mm                                        | 17,250 mm                                        | 17,250 mm                                        | 17,250 mm                                        |
| 電動機出力                    | 50 kw（三相誘導電動機）                          | 50 kw（三相誘導電動機）                          | 50 kw（三相誘導電動機）                          | 50 kw（三相誘導電動機）                          |
| 編成出力                      | 400 kw                                           | 400 kw                                           | 600 kw                                           | 600 kw                                           |
| 制動装置                      | 回生ブレーキ、ディスクブレーキ                   | 回生ブレーキ、ディスクブレーキ                   | 回生ブレーキ、ディスクブレーキ                   | 回生ブレーキ、ディスクブレーキ                   |
| 注釈                          | 1.                                               | 1.                                               | 1.                                               | 1.                                               |

## 運用

### ベルリン

#### 第1世代
2008年9月19日に最初の試作車（7車体・片運転台）が公開され、翌日から翌々日にかけてはベルリン市民を対象にした試乗会も実施された。また同年に開催されたイノトランス2008には7車体・両運転台の試作車が展示された。残りの編成（5車体・片運転台、5車体・両運転台）の車両も同年中に完成し、10月20日から試運転を兼ねた営業運転を開始した。
フレキシティ・ベルリンに対する乗客の評価は高く、翌2009年に幾つかの改良を施した最初の量産車の発注が決定したが、収益性や既存車両との運用の兼ね合いから、当初の計画（148両）よりも少ない99両の導入となった。最初の車両は2011年9月5日にベルリン市電の車庫に到着し、2012年まで製造が行われた。以降はタトラカーの置き換えに加えて利用客増加や環境対策から2012年に39両、2015年に47両、2018年に21両の追加発注が行われている。そのうち2015年までの発注両数は2006年の契約に基づいたものである一方、2018年の発注はそれらと別個に行われたものである。これらの車両は2022年までに納入が完了しており、同年時点で総数は231両に達している。
これらの2008年から2022年までに導入された、ベルリン市電に在籍するフレキシティ・ベルリンは以下の4形式に分類される
- 3000形 - 5車体連接車（GT6-08）・片運転台（ERK）。試作車（3001）のみ製造され、2014年に8000形（8026）に改造されたため現存しない。
- 4000形 - 5車体連接車（GT6-08）・両運転台（ZRK）。
- 8000形 - 7車体連接車（GT8-08）・片運転台（ERL）。
- 9000形 - 7車体連接車（GT8-08）・両運転台（ZRL）[15]。

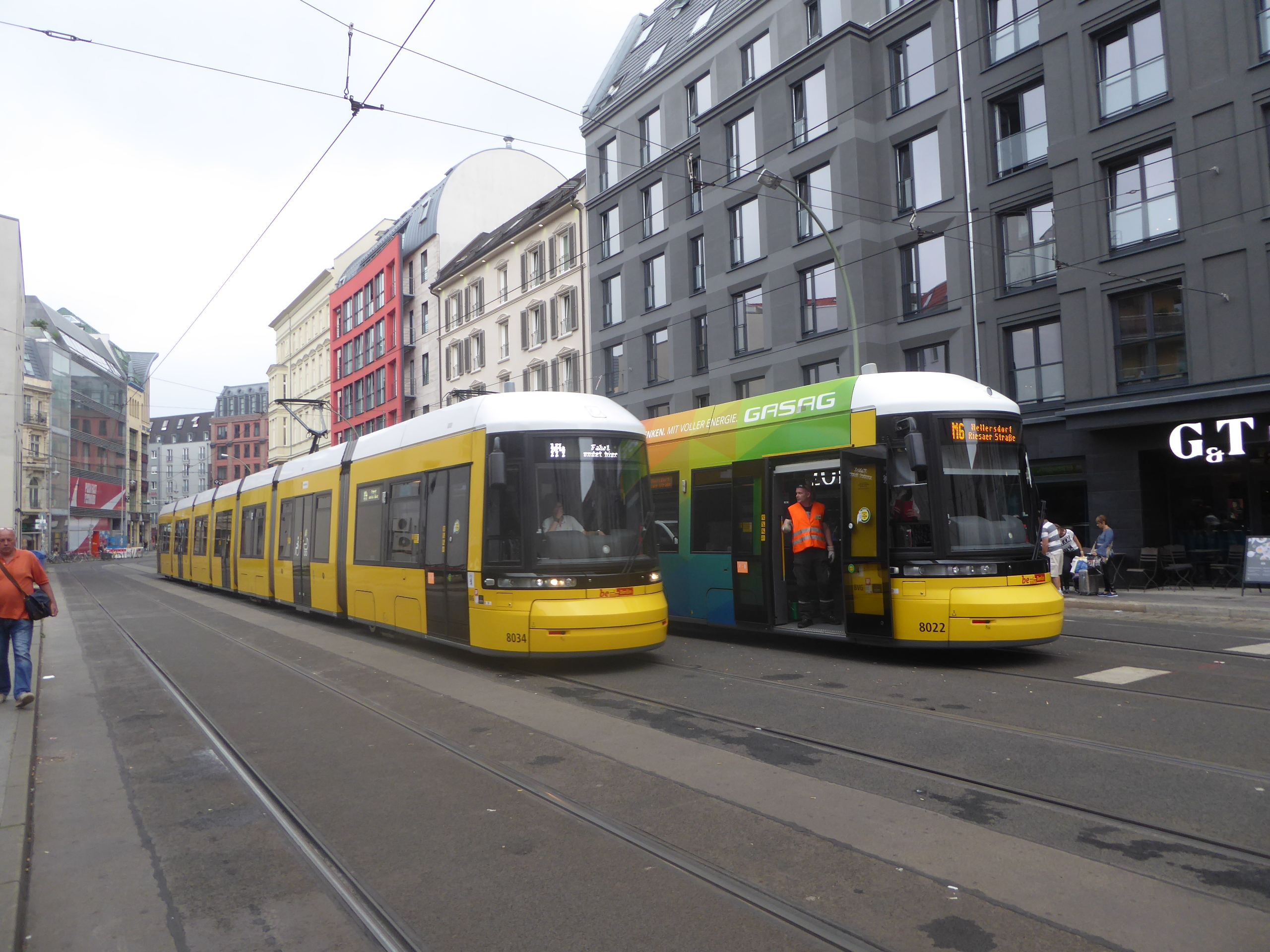
すれ違うフレキシティ・ベルリン
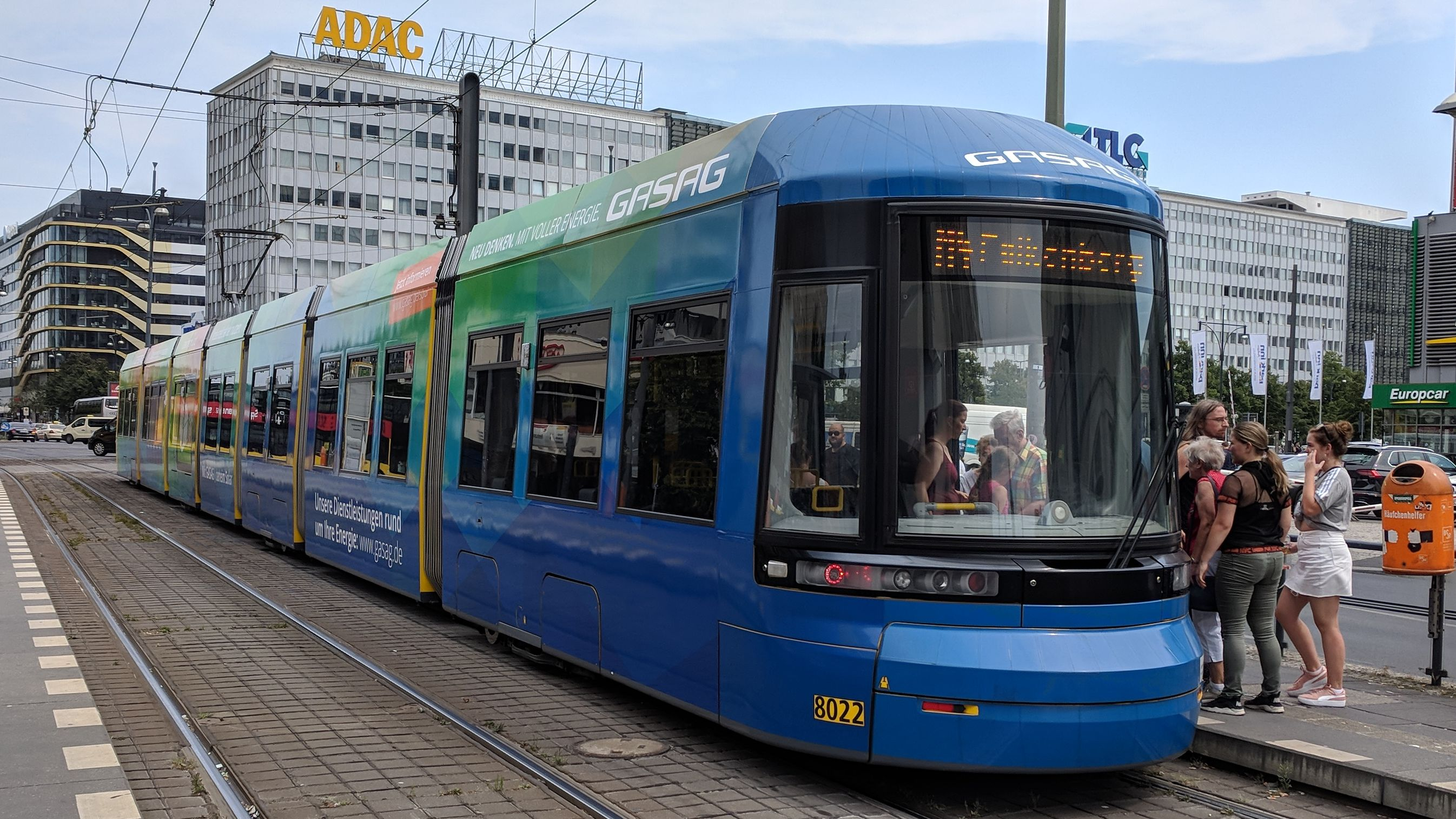
ラッピング塗装が施されたフレキシティ・ベルリン（8022）
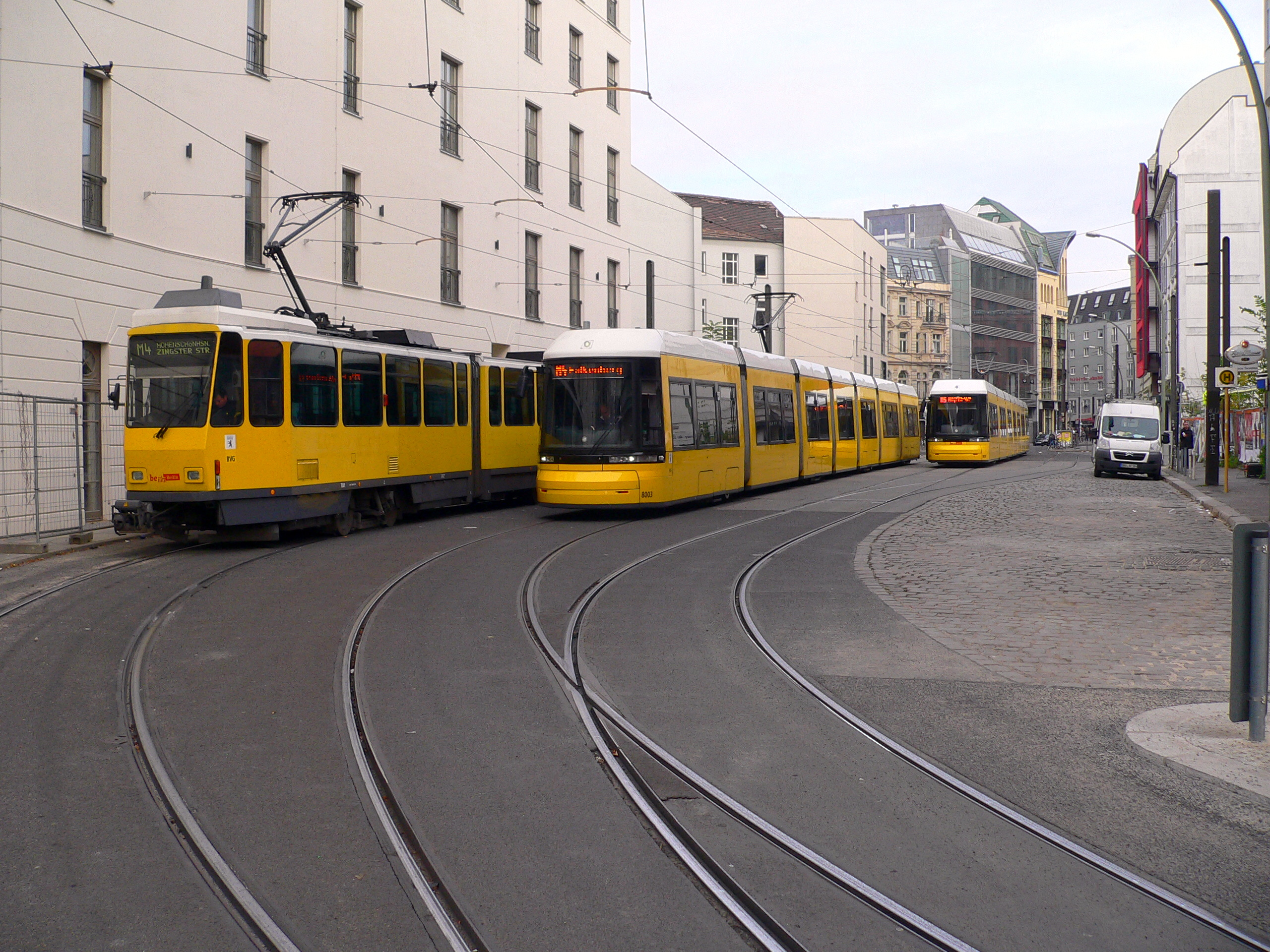
タトラカー（左）はフレキシティ・ベルリン（中・右）導入により引退した

#### 第2世代

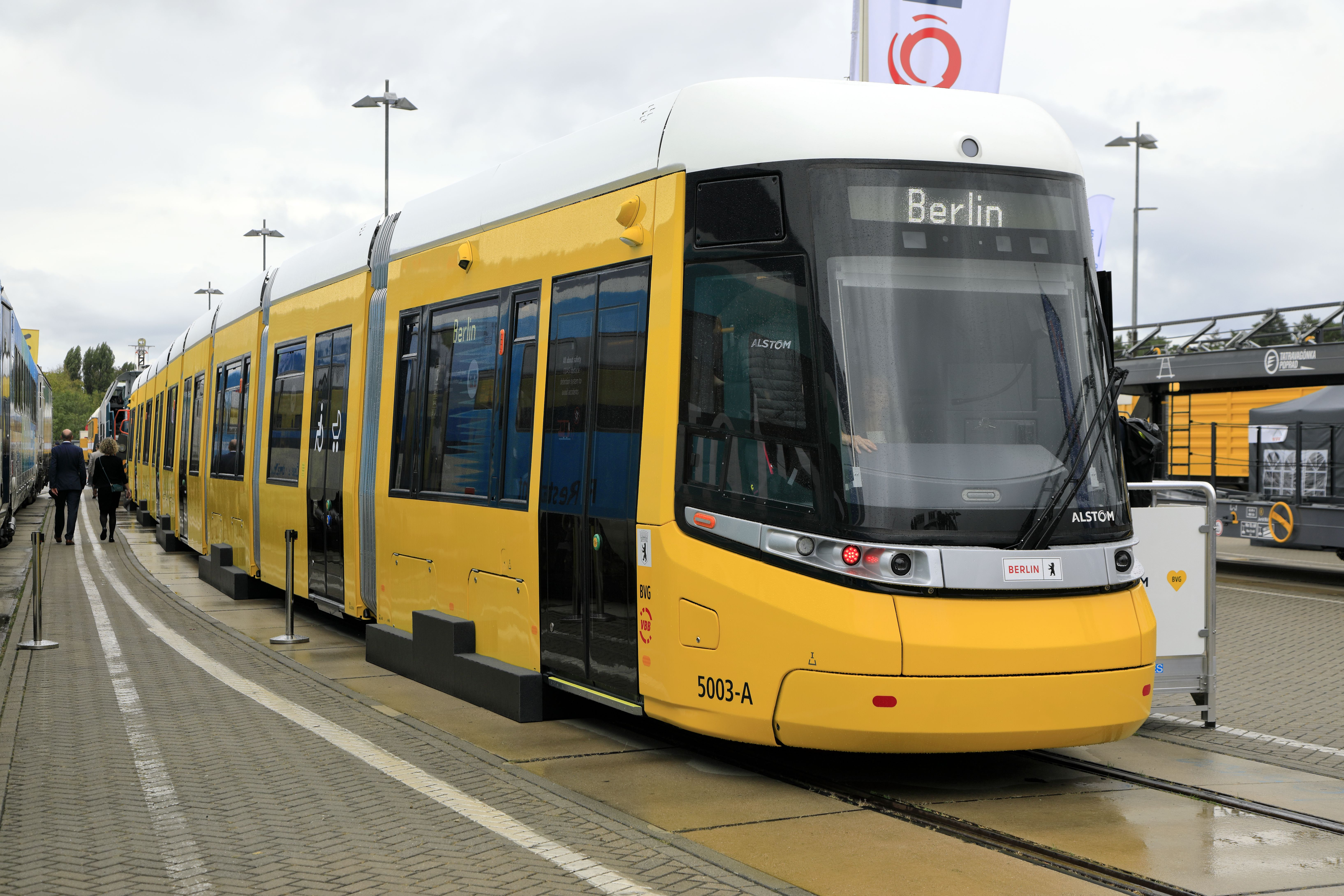
イノトランスに展示された「アーバンライナー」（2024年撮影）

2020年、ベルリン市交通局はボンバルディア・トランスポーテーションとの間に最大117両の発注が可能な契約を行った。この中には全長30 m級の5車体連接車に加え、需要の高い系統で行われていた旧型超低床電車（GT6N形）による連結運転の置き換えを目的とした、全長50 m級（50,890 mm）の9車体連接車も含まれており、契約内容の変更を経て5車体連接車・41両、9車体連接車・76両の導入が決定した。これらの車両は前面形状が刷新されているのに加えて、台車の改良による通路幅の拡大、季節に応じて色を変える事が可能な照明の導入、乗降扉開閉時のLED照明や警告音の採用、座席や窓、手すりデザイン改良といった設計変更が行われている。
製造は2021年にボンバルディア・トランスポーテーションを吸収したアルストムによって行われており、2024年7月3日に最初の車両となる9車体連接車（5001）のお披露目がベルリン市電の車庫で実施された。今後、契約に基づいた最初の車両として9車体連接車・20両が同年から2026年にかけて納入され、2025年から営業運転を開始する事になっている。また、この9車体連接車には「アーバンライナー（Urbanliner）」という愛称が付けられている。

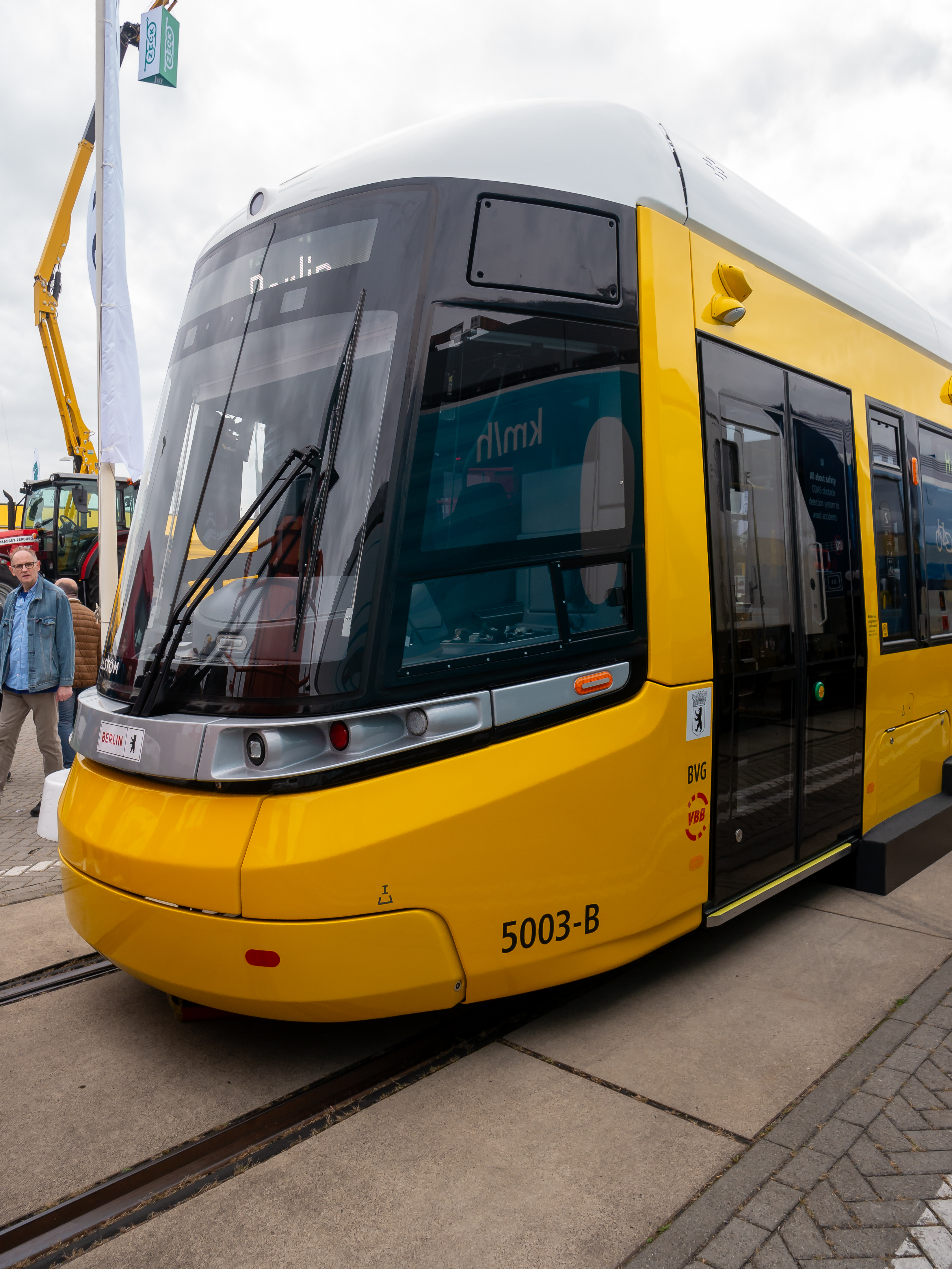
前面（2024年撮影）
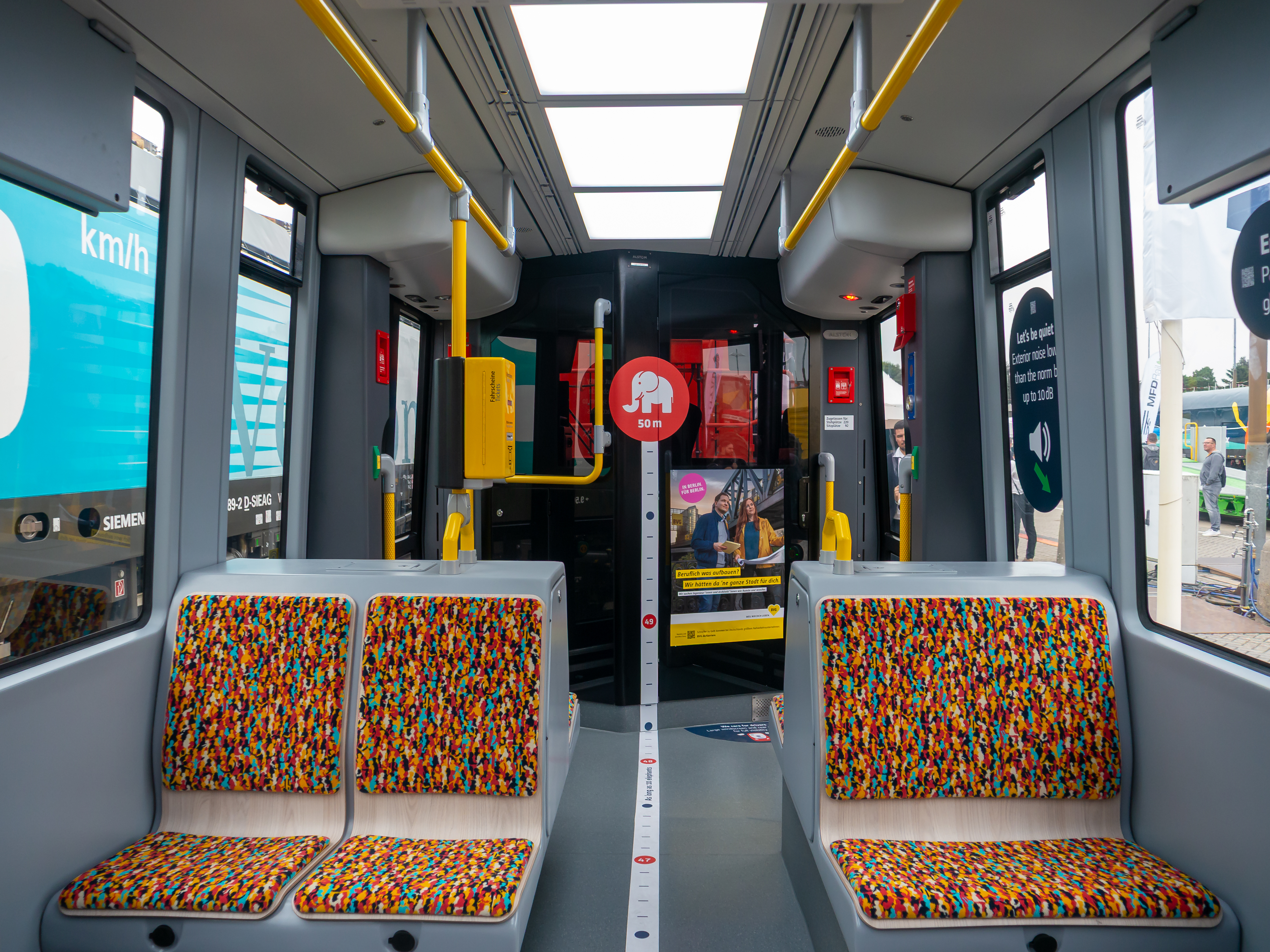
車内（イノトランス展示時）

### シュトラウスベルク

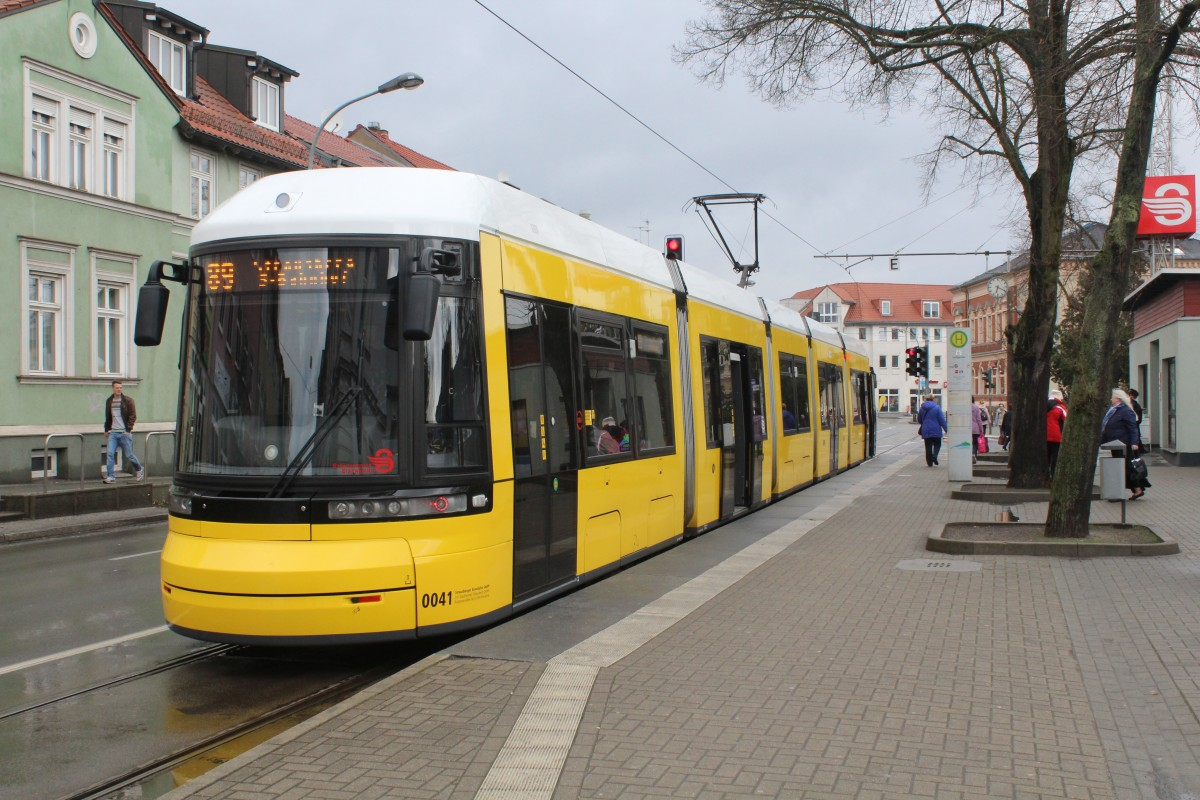
シュトラウスベルク鉄道0041

ベルリン東部にあるシュトラウスベルクを走るシュトラウスベルク鉄道は、2011年にボンバルディアとの間にフレキシティ・ベルリン（両運転台・5車体連接車、ZRK）を2両（0041、0042）導入する契約を交わした。前年の2010年10月29日から11月9日までの間、検討のためベルリン市電のフレキシティ・ベルリン（4001）を借用し営業運転に用いた結果、乗客の87％から好評を得たことによる。2013年3月から営業運転に用いられている。

## 受賞
フレキシティ・ベルリンはデザインや技術が高く評価され、以下の賞を獲得している。
- iFデザイン賞（2010年受賞）[23]
- ユニバーサル・デザイン・アワード（Universal Design Award）（2012年受賞）[24]

## 関連項目

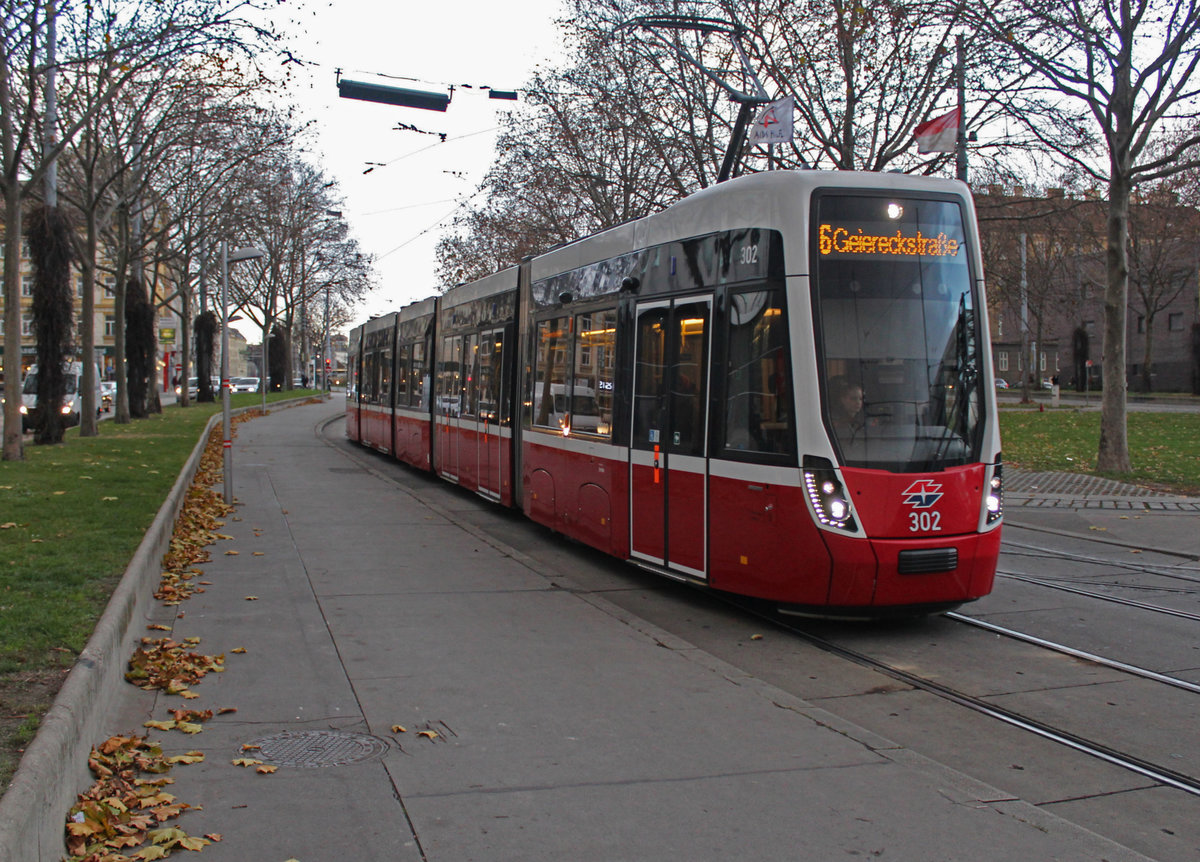
フレキシティ・ウィーン

## 参考資料
- Lukas Foljanty, Oliver Hoffmann, Marie-Luise Hornbogen, Jakob Köhler, Dominik Stanonik (2009年). “Machbarkeitsstudie Straßenbahnverbindung zwischen Alexanderplatz und Rathaus Steglitz” (PDF).  Technische Universität Berlin. 2019年9月10日閲覧。

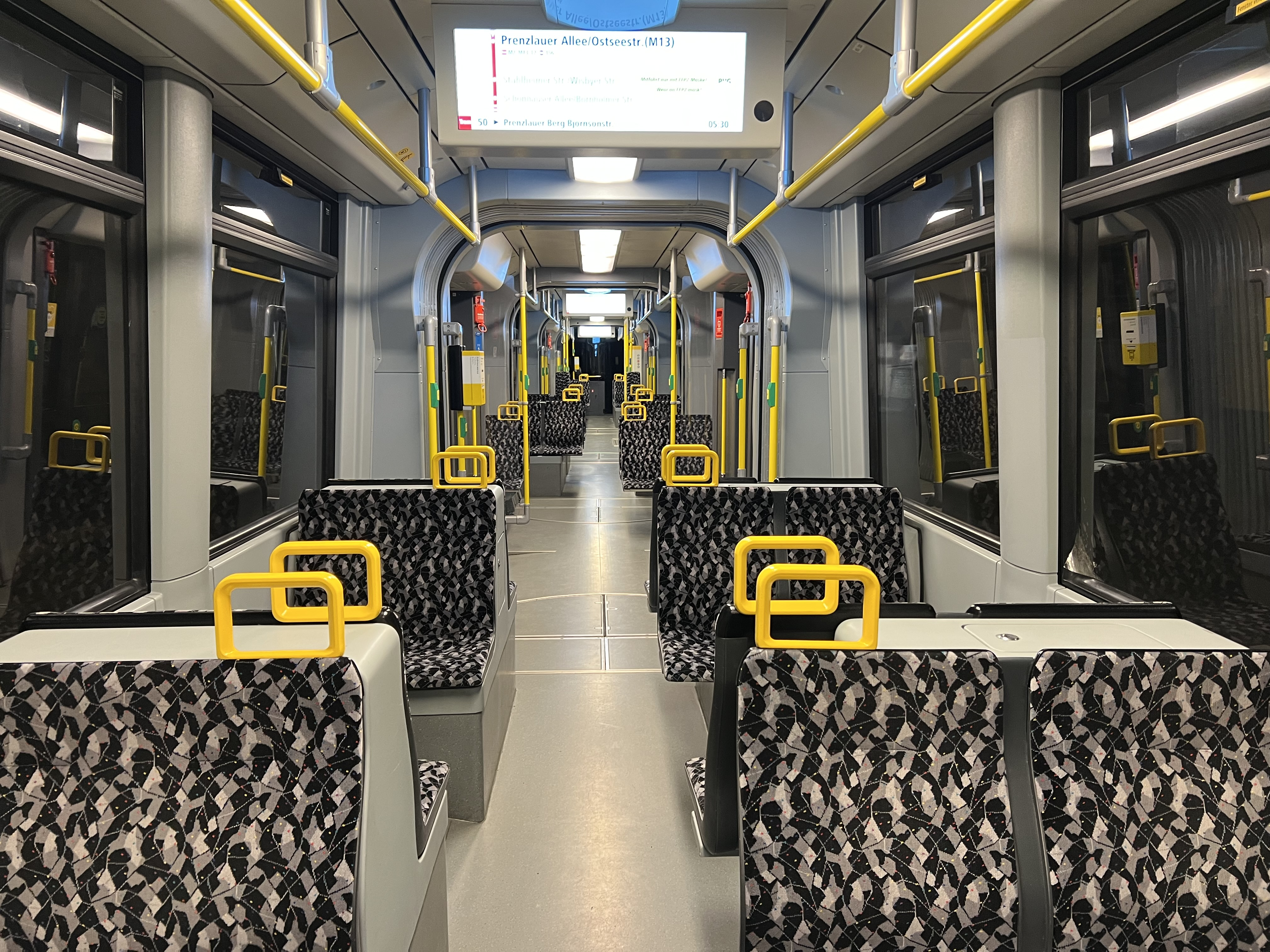
車内（第1世代）
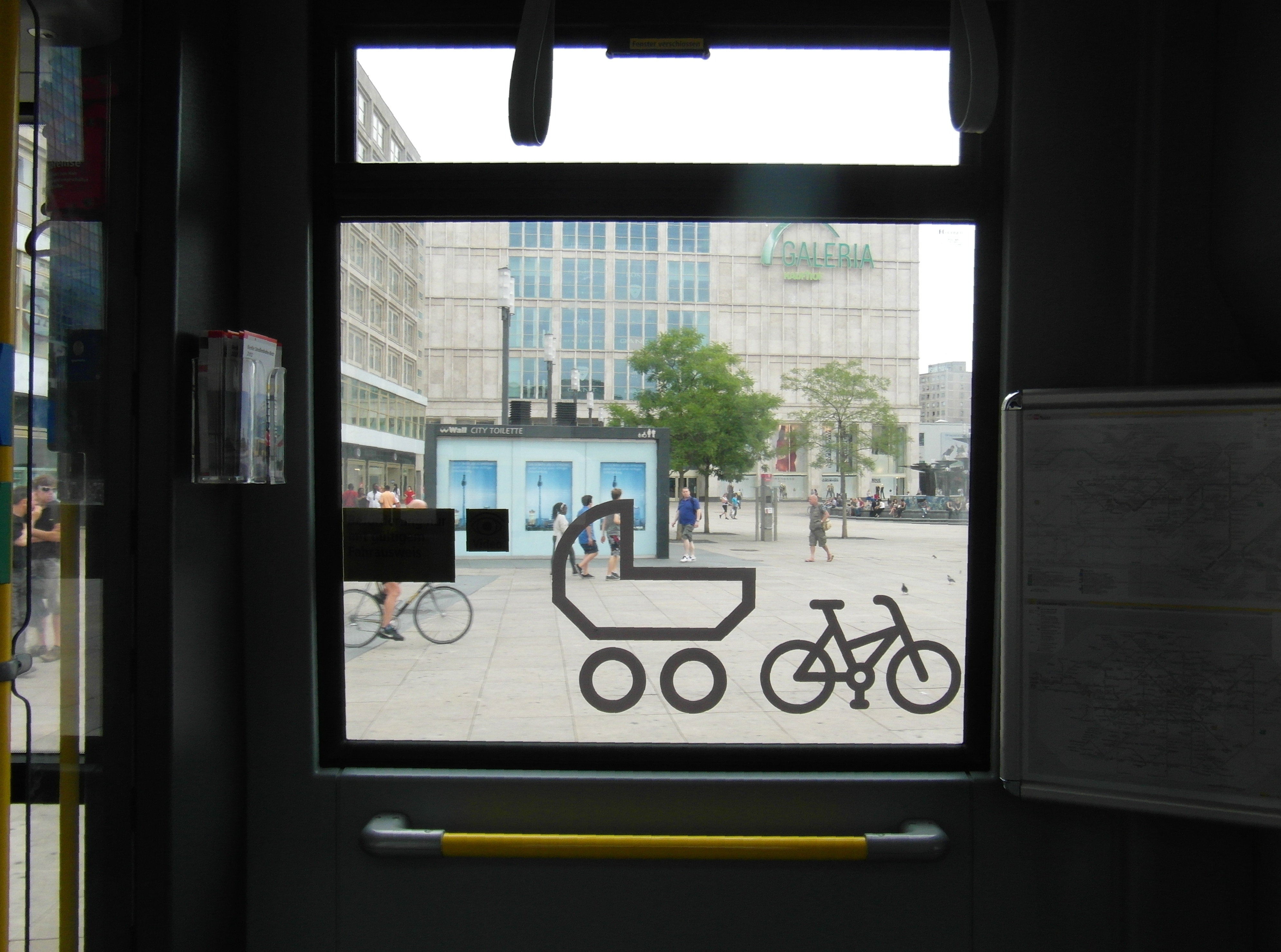
フリースペース（第1世代）
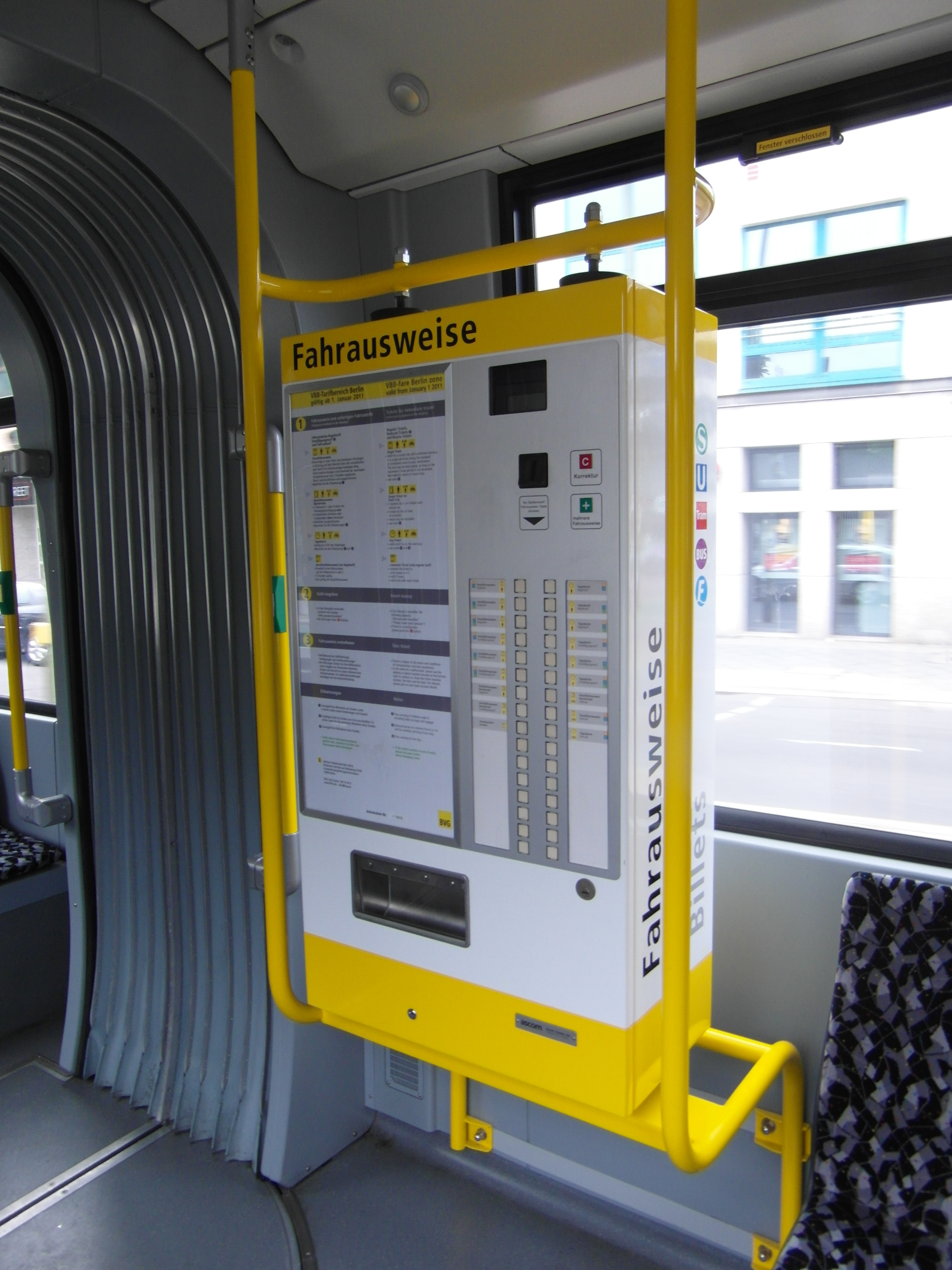
バリデーター（第1世代）
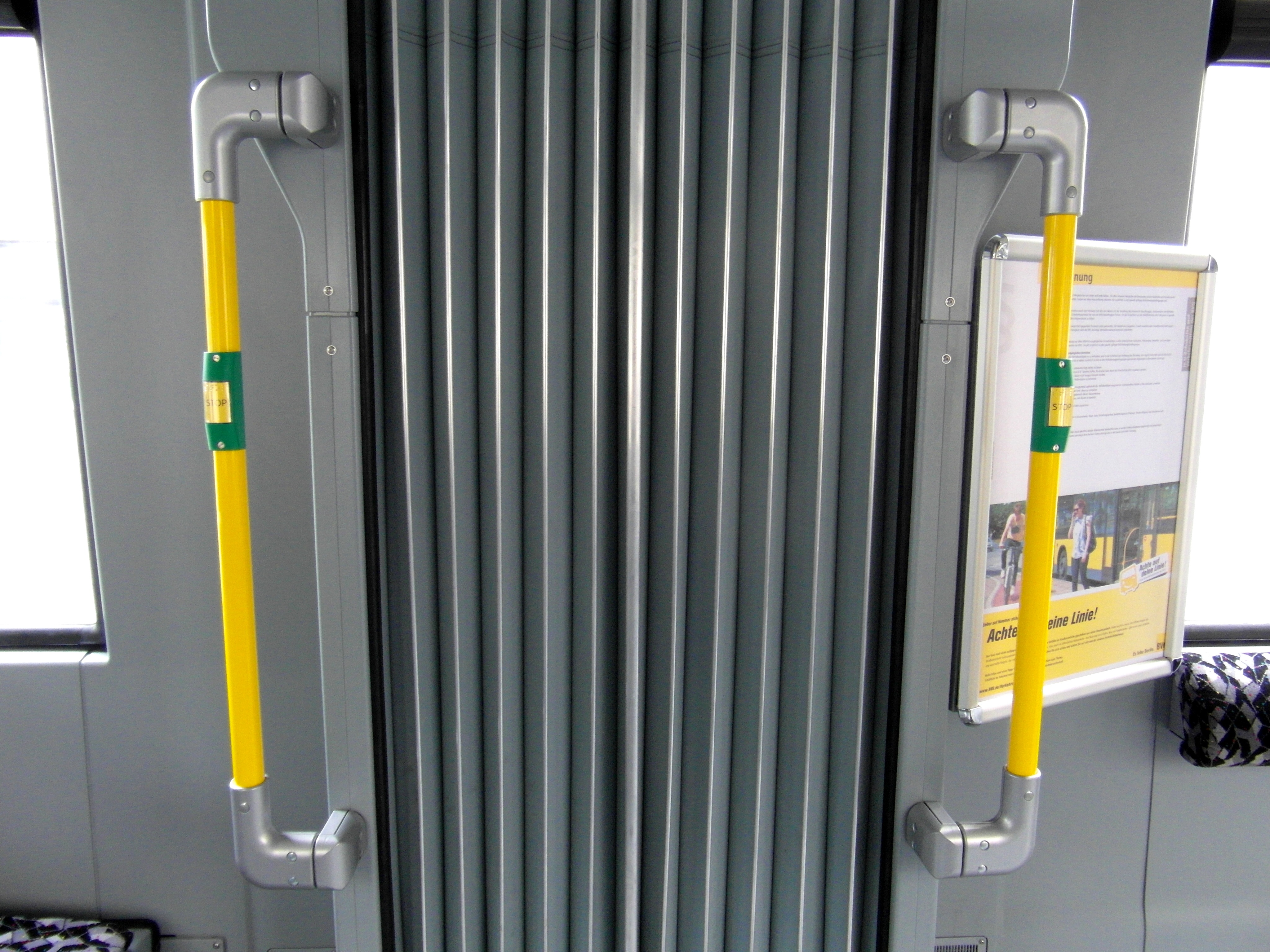
連節部の幌（第1世代）